# 茅原實里
茅原實里（日语：／ Chihara Minori，1980年11月18日—），日本女性聲優、歌手。櫪木縣宇都宮市出生，埼玉縣成長。前所屬事務所為Horipro，現為自由身，唱片公司為Lantis。家中有姐弟等三人，排行老二，暱稱為（Minorin）。
主要飾演的代表角色為電視動畫《天上天下》的棗亞夜、《涼宮春日的憂鬱》的長門有希、《幸運☆星》的岩崎南、《南家三姊妹》系列作的南千秋、《初音島II》（D.C. II: Da Capo II）系列作的白河奈奈佳、《食靈~零》的土宮神樂、《境界的彼方》的名瀨美月等。官方的歌迷俱樂部網站為「M-Smile」。以出道僅六年之短時間，在2010年5月30日，成為聲優史上第六位登上歌手最高殿堂日本武道館舉行個人演唱會的女聲優，歌唱能力備受肯定。
2013年3月31日，与Avex Planning&Development合约到期，并离开APD，FanClub「m.s.s」也随即解散。2013年4月1日，原Blog「minorhythm」关闭，开设新Blog「Smile Days」。2013年4月2日，建立个人事务所「M-Peace」。2019年4月1日移籍至Holipro International。
2021年4月2日宣布將於2021年內停止歌手活動，但聲優活動仍將繼續。
2022年3月31日宣布即日起離開Horipro，並以自由身繼續活動。

## 經歷
中學時代曾立志當漫畫家，拿儲存的零用錢去買畫材並持續的畫漫畫，據說在商討未來進路的三者面談時說：「因為想要成為漫畫家，所以不去念高中」，因此讓導師與母親感到十分煩惱。之後因為投稿落選而中止了這個想法。
成為歌手的契機是高中時期的學園祭。當時受到關係良好的老師拜託而參加卡拉OK歌唱大賽，並獲得了優勝，歌唱結束後被別班不熟識的同學說：「你的歌聲感動了我」。

### 年譜
2003年
- 4月至9月期間的廣播節目「國府田麻理子的GM」中，茅原在其中的助理選拔中雀屏中選，在其中的一個單元「聲優冠軍Club」中擔綱要角。她在節目中與其他助理猜拳，贏得艾迴藝人研究所（avex artist academy）的學習課程，也就是現在事務所的前身Avex[7]。
- 10月由波麗佳音舉辦的「聲優、歌手選拔賽2003」（VOICE ARTIST&SINGER AUDITION）中，茅原雖然是最後選出的四強之一，但是沒有獲得冠軍，她在感言中說：「面對這令人遺憾的事情，我必須要更加鍛鍊才能將夢想實現」[8]。

2004年
- 4月至9月期間的電視動畫《天上天下》，為茅原首度演出的動畫，所飾演的角色為棗亞夜。
- 12月茅原的部落格「minorhythm」開幕，也發表其歌唱的處女作專輯《HEROINE》（唱片公司為Kingrecords）。

2005年
- 4月起，茅原與小野坂昌也、松來未祐共同主持廣播節目。
- 5月起，茅原開始主持艾迴的廣播節目。

2006年
- 3月時，茅原的部落格寫真《minorhythm》出版（出版社為幻冬舍）。
- 4月至9月的電視動畫涼宮春日的憂鬱中，茅原擔綱長門有希一角。
- 7月時，茅原與平野綾、後藤邑子共同合唱電視動畫涼宮春日的憂鬱的片尾曲獲得金唱片的肯定。
- 11月時，茅原與後藤邑子共同參加第11屆Animation神戶，並且在一曲上榮獲主題曲獎（Radio關西賞）。（平野綾因為生病缺席）

2007年
- 1月時，單曲《純白Sanctuary》發售，這是茅原將近兩年再度使用個人名義發表的單曲。
- 5月時，與部落格一起宣傳的廣播節目「茅原實里的radio minorhythm」，在Lantis net radio開始播送。
- 6月時，單曲發售，榮獲Oricon首週排行榜第20名。
- 8月時，茅原在日本全國115個店家發布重大活動訊息，如專輯「Contact」、音樂錄影帶DVD發售以及Live演唱會即將舉辦等等[9]。
- 12月時，發售音樂錄影帶合集DVD《Minori Chihara Message01》，其中包含特典除了、與新版的PV外，從歌手活動再度展開起至專輯《Contact》的發售間的紀錄影片，以及收錄特別曲《Contact 13th》（代表專輯《Contact》的第13首曲目）。

2008年
- 2月9日～3月23日，舉辦巡迴演唱會「Minori Chihara 1st Live Tour 2008 ~Contact~」
- 3月26日，單曲《Melty tale storage》發售。
- 4月1日，茅原實里的歌迷俱樂部「m.s.s(minori smile seasons)」開始正式運作。
- 6月25日，「Minori Chihara 1st Live Tour 2008 ~Contact~」演唱會DVD發售。
- 8月6日，單曲發售。
- 9月13日，在澀谷C.C.Lemon Hall「radio minorhythm」舉行公開錄音，並公佈了第二張專輯《Parade》發售時間為11/26，2009年2nd Live Tour 02.07開唱以及海外第一次海外個人演唱（臺灣、北京、上海）3大消息。
- 10月至2009年1月的電視動畫《喰靈-零-》中，茅原擔綱主角-土宮神樂一角。
- 11月5日，上述動畫片頭主題曲《Paradise Lost》發售。這也是茅原首次以個人名義演唱動畫主題曲。
- 11月16日，舉辦歌迷俱樂部「m.s.s」首次會員限定見面會。
- 11月26日，專輯《Parade》發售。更新了茅原自己首賣銷售量的紀錄。
- 12月7日，於臺灣舉行第一次海外演唱會，與榊原由依同台演唱—「台湾“Dream Stage - Yui & Minori -” 」。

2009年
- 1月，和佐藤利奈、井上麻里奈共同演唱《南家三姊妹 歡迎回家》的主題曲《經驗值極速上升↑↑》獲得Oricon週排行榜第10名。
- 2月4日，發售音樂錄影帶合集DVD《Message02》。
- 2月7日，開始第2次巡迴演唱會 2nd Live Tour「Minori Chihara Live Tour 2009 〜Parade〜」。
- 6月3日，發售單曲《Tomorrow's chance》。
- 6月，《涼宮春日的憂鬱（2009年版）》開播。與平野綾、後藤邑子合唱主題曲
- 8月1日、2日、初次野外演唱會「Minori Chihara Live 2009 "SUMMER CAMP"」開始。
- 10月23日、個人初次寫真集《Crescendo》發售。
- 11月14日、15日、歌迷會「m.s.s」的第2次FC限定演唱會開始。
- 12月12日、茅原實里的全國公認店，全國音樂關連店、「TEAM minorhythm」成立
- 12月23日，發售單曲《PRECIOUS ONE》。獲得Oricon週排行榜第5名
- 12月31日 舉行倒數公演。

2010年
- 2月17日，第三張專輯《Sing All Love》發售,獲得Oricon每週專輯排行榜上第6名，並更新了自己的專輯總銷量最高紀錄。
- 2月24日，發售第八張單曲劇場版《涼宮春日的消失》主題曲。
- 4月3日，《minorhythm》第2次公開錄音於新木場 STUDIO COASTにて展開，於當日公佈在日本武道館舉行「Minori Chihara Live Tour 2010 〜Sing All Love〜」的追加公演。
- 4月7日 ，預定發售音樂錄影帶合集DVD《Message03》。獲得Oricon週排行榜DVD榜的第七名。在同日發售由茅原的小提琴手、大先生室屋光一郎與他的團體所演奏的七首茅原的樂曲專輯《Unification 〜Melody from Minori Chihara〜》。
- 4月10日，開始3rd Live Tour「Minori Chihara Live Tour 2010 〜Sing All Love〜」。
- 5月30日，初次以個人名義踏上武道館。是繼椎名碧流、水樹奈奈、田村由香里、堀江由衣和坂本真綾後第6個在此場館舉辦個人演唱會的聲優。
- 7月21日，發售第九張單曲《Freedom Dreamer》。
- 8月7日、8日，野外演唱會「Minori Chihara Live 2010 "SUMMER CAMP 2"」開始。
- 10月8〜10日，參加在美國紐約的「New York Anime Festiva」。
- 11月10日，發行《Minori Chihara Live Tour 2010 〜Sing All Love〜 LIVE DVD/Blu-ray》。獲得Oricon週排行榜DVD榜的第10名。
- 11月13日、14日，歌迷會「m.s.s」的第3次FC限定活動「MINORI'S BIRTHDAY VOL.3」開始。
- 12月25日，Universal Studios Japan舉辦小型現場演場活動「Minori Chihara Xmas Party 2010 at Universal Studios Japan (R)」。

2011年
- 2月9日，發行第10張單曲《Defection》、第11張單曲《KEY FOR LIFE》。也是第一次同時發行兩張單曲。在同一天，也在橫濱BLITZ的「Minori Chihara Live 2010 "SUMMER CAMP 2"」演唱會開始。
- 2月12日〜5月8日，舉行第四次巡迴演唱會「Minori Chihara Live Tour 2011 〜Key for Defection〜」。原本預定到3月21日，但因為東日本大地震影響，東京、札幌的公演延期至5月。
- 2月23日，發行《Minori Chihara Live 2010 "SUMMER CAMP 2" LIVE DVD/Blu-ray》。
- 3月5日，得到第5回聲優獎的歌唱賞。
- 7月6日，發行第12張單曲《Planet patrol》。

## 聲音特色
擅長配的角色為安靜的女孩，主要出名作品是一些性格冷靜、冷酷與寡言的三無少女，如涼宮春日系列的長門有希及幸運星的岩崎南等。不過，也能夠很好的為明亮活潑的角色及溫柔的女孩配音，及至連少年的聲音也能配出來。此外，茅原還擅長配一些有內外兩面、雙重人格的角色，發揮出人物的暴力傾向，如南家三姐妹系列的南千秋。
除了參與聲優工作外，作為歌手茅原還積極投入於音樂方面。平時說話的聲音和歌聲來說，在氣氛和種類上有很大的差別，「唱歌的時候和平時的印象很不同啊」經常被人這樣說，而她本人就回答說「開關不同嘛」。

## 人物・概要
- 茅原自稱在「棒球世家」中長大。受著家人的影響，她很喜歡看高中棒球比賽。

- 感覺到了與弟弟的距離，弟弟看了在「Minori Chihara 1st Live Tour 2008 ～Contact～ LIVE DVD (2008年6月25日發售)」以後經常發短信來，茅原非常高興，短信裡面常常都會有心形符號附著。

- 在中學時代，茅原參與軟式棒球社，位置是「中堅手」，也是正式選手。她在中學中有「強豪」的稱呼，表示對於棒球相當拿手。教練對於她跑步時的瞬間爆發力很有信心，推薦她當「內野手」，但她堅決不肯（原因是低角度移動極快的守備位置很可怕），並向教練說出自己很想當「外野手」的想法，因為「外野最有魅力的就是飛球」（接到時的感動很棒）。最後與教練直接討論的結果，就是守備範圍很廣的「中間手」了，（在《radio minorhythm》的第一次放送中提到）而在高中的時候也做過棒球部的經理人。

- 在軟式棒球的考試上，一次本壘打都沒打出過。現在也很尊敬里教練，父親知道之後，在茅原歸省之後一起去探望了教練，以當時在發售的是專輯《Parade》和自己作為封面的特集「Pick-up Voice」作為手信，還有被教練拜託「幫我傳遞寫話給部員們」，而且自己於中擔當鈴木綾音的台詞得到好評。

- 茅原的興趣是吉他，並且將自己的鋼弦木吉他取名為「Go君」，後面描述的街頭演唱會就是在觀眾面前用該吉他自彈自唱。[10]

- 由於對香煙過敏，很討厭拿著香煙走路的人；也有金屬過敏，小時候雞蛋過敏也有過，還有中學的時候由於塗了白色薔薇的種子於臉上也出過蕁麻疹，就因為這個理由向學校請假，現在不會去嘗試，所以那個狀況出現的原因不明。

- 2004年12月9日開始的官方博客「minorhythm」，除了有一天感染了感冒沒更新之外，（基本）每天都繼續著更新。部落格上還有中學生時期的私人日記。

### 「星期四大家來閒談」之插曲
- 身為的一員，有著作家的另一個身分。在節目中與小野坂昌也和松來未祐一起演出自行創作腳本的廣播劇。順帶一提，是中學時代以漫畫家為目標，投稿到的筆名。

- 本人非常樂在其中的樣子，在劇本完成時被自己的才能所感動，也不管是凌晨3點就發送mail給節目的構成作家伊褔部崇說「我要不要去當作家好呢（わたし、作家になろうかしら）」。不過，在節目裡被小野坂和伊福部就作品設定矛盾與奇怪的部分狠狠地吐槽了一頓。

- 聲優界聞名的弟控。2010年6月6日，眾所周知對弟弟非常喜愛的茅原實里在結束了巡演之後，毅然回到老家並更新了部落格。能夠與家人團聚是件非常幸福的事，而其中最讓她開心的莫過於能夠與弟弟同鋪而眠這件事了。在這之前茅原實里還曾在部落格上寫下諸多表達其對弟弟的喜愛之情的小細節，例如“我依然最喜歡弟弟”、“手機的待機畫面當然要是弟弟嘍”、“被弟弟小虐的幸福的一天”和“今天是弟弟的生日”這些。2ch的網民反應當然是非常羨慕這位弟弟，還作AA畫來發洩。

### 興趣
- 很喜歡大的Tirol巧克力,自稱黃豆粉的「Tirol巧克力普及委員會」委員長.以前為了傳道黃豆粉Tirol巧克力,將巧克力隨身攜帶的時期好像也有過.但是在向他人介紹之前自己先吃掉的是也有,現在多數不隨身攜帶(「radio minorhythm」第一回播放提及,「RADIOアニメロミックス」的第12話).其他喜歡的食物,煮蝦,鮭魚、南瓜、鱷梨,尤其是關於蝦的話題常常會在BLOG中提到.喜歡辣的食物,做野菜炒的時候也會放入10根朝天椒.但是,得知了鱷梨被稱作「森林的黃油」,脂肪和卡路里含量都很高的時候受到了很大的打擊.在那之後就宣言說以後都不吃鱷梨了.還有在年節料理中很喜歡黑豆和伊達巻。

- 茅原死忠的藝人是已逝的尾崎豐。雖然在尾崎生前極少有機會可以聽到他的歌曲，但是在他死後於電視或其他媒體聽到他歌曲的魅力之後，就開始蒐集購買他的專輯了。茅原在節目「@Tunes.」擔任來賓現場演唱時，展現在迷面前她喜歡的尾崎豐的歌曲。有個關於茅原的小故事是：相當反對茅原作聲優、歌手等工作的父親，在聽到尾崎豐的代表作「畢業」（日语：卒業）後，改變了他原本的想法。

- 還是小學生的时候，從父親那里得到的小狗布娃娃，直到現在都很珍惜。

### 特技
- 棒球投、接練習

因為父親是少年棒球隊的教練，所以有時會陪父親做投接球練習。她形容自己的投接球「動作做得很標準」。
- 「丸文字」

這種技藝經常出現在她的部落格中。
在還是學生的時候，她常與朋友們交互寫信，在書信中習慣使用「丸文字」；但她也因此常常看錯片假名。
- 硬筆、毛筆書法

在小學時已開始學習毛筆書法。現時是硬筆3段、毛筆4段。

### 趣聞
- 有老聲迷指出，茅原在動畫《涼宮春日的憂鬱》仍未播出、知名度仍不高時，經常會在秋葉原一帶進行街頭live的演出。根據部落格的資料顯示，她最後的一個街頭live應在2006年4月9日舉行的。
- 在動畫《一騎當千Dragon Destiny》中，茅原要用關西腔去飾演角色張飛益德。由於她在關東出生，完全不懂得關西腔，所以便請教了在關西出生的吉他老師。最後，她才得以在試音中合格。
- 在網路廣播《南家歡迎回來》的第18話中，茅原在放送的期間睡了大約8分鐘。

- 專輯《HEROINE》之後，就沒有以個人名義出CD了，在發售單曲《純白聖殿》之後，作為歌手的活動再次展開，發售紀念宣傳活動，在東京、橫濱作為起點，在名古屋、關西一帶巡迴以「Re:Birth tour」這個名字開始了。平時說話的聲音和歌聲來說，在氣氛和種類上有很大的差別，「唱歌的時候和平時的印象很不同啊」進場時被人這樣說，而她本人就回答說「開關不同嘛」。

- 2009年夏天在河口湖斯亞達劇場進行的live活動「SUMMER CAMP」中隨行，富士急行的協作下走了富士急行線，舉辦富士急行期間自社用的普通列車全部加上了Head Mark，而且輸送觀光客用的「臨時快速実里號」也運行了。

### 交友關係
- 經常在一起玩、關係很好的私人朋友並不多，部落格上也有寫到自己一個在家玩層層疊、自己一個人吃火鍋的事。

- 和經常共同演出的高垣彩陽的關係不錯。還有，和《南家三姊妹》裡面共同演出的井上麻里奈的交情越來越深，在井上的部落格裡面也可以得到證實。

- 近年常被anime summer live中一同出演的奧井雅美照顧，工作上的事或者私人的事也會親身去商量。與此同時，茅原也非常的尊敬奧井。茅原也參加了奧井初次登台15年紀念致敬專輯，以及參與了「輪舞-revolution」的翻唱。在Animelo Summer Live 2008 -CHALLENGE-中與身體狀況不好的奧井雅美兩人合唱，在MC的時候互相擁抱，這種親密度在每天地加深。

- 為了想要與《食靈》中共同演出主角的水原薰成為好朋友，由於與同在《食靈》中演出的白石稔有個「飲酒會」的契機之下，成為「無所不聊的好友」。此外，水原也說她是茅原（你給的那一天）的忠實歌迷，茅原也叫過水原來自己家參加火鍋Party。

- 對於經常共演的喜多村英梨，茅原本人說道「見到的時候會毫不顧忌地去說話」這樣的關係。

- 和已經從聲優界裡面引退、同一事務所的曾田光星有著不錯的關係，曾田在茅原生日那天的Party上擔當了司儀。

- 2020年5月12日，《SmartFLASH》報導了在2009-2016年茅原實里和已婚男性保持著不正當關係。同日茅原實裡在官方部落格上表示相關報導“大體上屬實”，並表達了自責和對男方家人的歉意，並表示現在基本上是維持一般朋友關係。[11][12]

## 出演作品

### 電視動畫
2004年
- 天上天下（棗亞夜）

2005年
- 植木的法則（メモリー/花村たまこ）
- 棒球大聯盟 2nd Season（鈴木綾音）

2006年
- 涼宮春日的憂鬱（長門有希）
- 妖怪人間貝姆（如月美月） - 2006年的第二作
- 甜蜜偶像（北條比奈）
- LEMON ANGEL PROJECT（エリカ・キャンベル）

2007年
- 一騎當千Dragon Destiny（張飛益德）
- Venus Versus Virus （鹰花堇）
- 幸運☆星（岩崎南、茅原實里（本人於動畫第12集親自出演）、長門店員）
- 初音島II（白河奈奈佳）
- 大剑 （第12话中的少女覺醒者）
- 龍鳴（托亞）
- 南家三姊妹（南千秋）
- 棒球大聯盟 3rd Season（鈴木綾音）

2008年
- 南家三姊妹～再來一碗～（南千秋）
- 初音島II第二季 （白河奈奈佳）
- 迷宮塔 ～烏魯克之盾～ （库帕）
- 一騎當千Great Guardians（張飛益德）
- 食灵―零―（土宮神樂）
- 棒球大聯盟 4th Season（鈴木綾音）

2009年
- 迷宮塔 ～烏魯克之劍～ （庫帕）
- 南家三姊妹～歡迎回家～（南千秋）
- 天才麻將少女（龍門渕透華）
- 涼宮春日的憂鬱~2009 ver.~（長門有希）
- 超能力大戰（槴）
- 海貓悲鳴時（櫻太郎）
- 聖劍鍛造師（マーゴット）
- 棒球大聯盟 5th Season（鈴木綾音）

2010年
- 聖痕鍊金士（泰蕾莎）
- 青春CUP（葉山奈由）
- 一騎當千XTREME XECUTOR（張飛益德）
- 世紀末超自然學院（中川美風）
- 超元氣3姊妹（緒方愛梨）
- 棒球大聯盟 6th Season（鈴木綾音）
- 玩伴貓耳娘（ラウリィ）
- 夢色蛋糕師 SP（玉米）

2011年
- 超元氣3姊妹 増量中!（緒方愛梨）
- Rio RainbowGate!（ダーナ）
- A頻道（鬼頭老師）
- 人家一點都不喜歡啦！（谷田貝 蘭）
- 迷茫管家與膽怯的我（早乙女 苺）
- C3 -魔幻三次方-（村正此葉）
- 境界線上的地平線（P-01s/赫萊森·阿利亞達斯特）

2012年
- 就算是哥哥，有愛就沒問題了，對吧（那須原安娜史塔希亞[13]）
- 境界線上的地平線II（P-01s/赫萊森·阿利亞達斯特[14]）
- 女王之刃 叛亂（鍊金軍師 尤依特）
- 戀愛與選舉與巧克力（三谷步夢）
- 咲-Saki- 阿知賀編 episode of side-A（龍門渕透華）
- 美少女死神 還我H之魂！（達爾妮亞‧埃爾哈特）
- 超譯百人一首戀歌（清少納言）
- 冰菓（鴻巢友里）
- 武裝神姬（拉芙 / 惡魔型MMS 史特拉芙[15]）

2013年
- 南家三姊妹 我回來了（南千秋）[16][17]
- 宇宙戰艦大和號2199（米赛拉·瑟雷斯特拉[18]）※2012年起于电影院先行上映
- 麻雀飯店（佐藤小百合）
- 八犬傳－東方八犬異聞－ 第2期（犬塚信乃〈幼少〉）
- 境界的彼方（名瀨美月）
- 天才黃金腦～神之謎III（萊賽爾）

2014年
- 愚者信長（市姬）
- 咲-Saki- 全國篇（龍門淵透華）
- 約會大作戰Ⅱ（誘宵美九）
- RAIL WARS!（鹿島乃亞）
- 東京ESP（土宮神樂）
- （夏目真尋）
- CROSSANGE 天使與龍的輪舞（米蘭達/米蘭達.坎貝爾）

2015年
- 小長門有希的消失（長門有希）
- 奏響吧！上低音號（中世古香織）

2016年
- 聖潔天使（CODEΩ33卡蓮）
- 奏響吧！上低音號2（中世古香織）

2017年
- 碧藍幻想 The Animation（歐姬斯）

2018年
- 紫羅蘭永恆花園（艾莉卡·布朗）
- 甜心戰士 Universe（鐵影）
- 驚爆危機！Invisible Victory（娜美）
- 我的英雄學院 第3期（現見凱米）

2019年
- 一騎當千 Western Wolves（張飛益德）
- 約會大作戰III（誘宵美九）
- 碧藍幻想 The Animation Season 2（歐姬斯）
- 神田川JET GIRLS（蒼井里沙）

2020年
- 超異域公主連結 Re:Dive（智）
- 我的英雄學院 第4期（現見凱米）

2021年
- 本田小狼與我（國語教師）

2022年
- 超異域公主連結 Re:Dive Season 2（智）
- 約會大作戰IV（誘宵美九）
- 真·一騎當千（張飛益德）
- 盛開的阿斯諾特莉亞 吸！（莉德爾）
- POP TEAM EPIC 第2期（PIPI美〈第1話A段〉）

2023年
- 寶可夢 旅途 目標是寶可夢大師（凱西）

2024年
- 約會大作戰V（誘宵美九[19]）
- 奏響吧！上低音號3（中世古香織）
- 我的英雄學院 第7期（現見凱米）

### OVA
- 宇宙交響詩メーテル～銀河鉄道999外伝～（アリーナ）
- 今日的五年二班（河合ツバサ）
- 南家三姊妹 甜品別腹（南千秋）
- 幸運☆星 OVA（岩崎南）
- 舞-乙HiME 0～S.ifr～ OVA〔拉凱爾‧馬約爾〕（ラケル・マヨール Raquel Mayol）
- 天空断罪スケルターヘブン（松本綾香）
- 天上天下 ULTIMATE FIGHT（棗亞夜）
- 破滅のマルス（栗田葵）
- MURDER PRINCESS（少女）
- 幸運☆星OVA（オリジナルなビジュアルとアニメーション）（岩崎南）

2012年
- A頻道 +smile（鬼頭老師）

2013年
- 翠星上的加爾岡緹亞（莉娜莉亞）
- 南家三姊妹 暑假（南千秋）

2017年
- A頻道 +smile（鬼頭老師）

### 劇場版動畫
2010年
- 涼宮春日的消失（長門有希）

2015年
- 約會大作戰劇場版 萬由里審判（誘宵美九）

### Web動畫
2009年
- 小涼宮春日的憂鬱（長門有希）
- Nyoron☆小鶴屋學姐（長門有希）

2011年
- 武裝神姬 Moon Angel（惡魔型MMS 史特拉芙Mk.2）

### 遊戲
2002年
2003年
2004年
- （松本綾香）

2005年
- （栗田葵）

2006年
- （PS2版/萩原麻美）
- 武裝神姬BATTLE RONDO（ストラーフ）

2007年
- 秋之回憶5：encore （一条秋名）
- 「THE 交涉人」（花下リナ）
- 「召喚少女～ElementalGirl Calling～」（卯月）
- 涼宮春日的約定（長門有希）
- 幸運星之森（岩崎南）

2008年
- （ネアキ）
- （カル・ルスラン）
- 一騎当千 Eloquent Fist（張飛益徳）
- （蟹江・ミア・アンダーソン）
- 涼宮ハルヒの戸惑（長門有希）
- D.C.II P.S. 〜ダ・カーポII〜 プラスシチュエーション（白河奈奈佳）
- （カル・ルスラン）
- 幸運星 〜陵櫻学園 櫻藤祭〜（岩崎南）
- ルクス・ペイン（ナツキ・ヴェネフスカヤ）
- 發明工坊3：蒼之巨神 〜帕西亞迪文明研究會興亡記〜（卡露．魯斯蘭）

2009年
- （シエル）
- 召喚夜響曲 X ～TEARS CROWN～ - 法菈（ファラ）
- 涼宮春日的激動（長門有希）
- 涼宮春日的直列（長門有希）
- 涼宮春日的並列（長門有希）
- 秋之回憶5：encore （一条秋名）
- 幸運星 網絡偶像大師（岩崎南）
- 符文工廠3 -新牧場物語-（ソフィア・ハラペニョ・ヴィヴィアージュ）

2010年
- 一騎当千 XROSS IMPACT（張飛益徳）
- 咲-Saki- Portable（龍門渕透華）
- 白銀的卡露與蒼空的女王（卡露．魯斯蘭）
- 武装神姫 BATTLE MASTERS（悪魔型MMS 史特拉芙Mk.2）
- （ラピス、イータ）
- （名護うるま）
- 「LUX-PAIN ルクス・ペイン」（ナツキ・ヴェネフスカヤ）
- 「Hexyz Force」（シエル）
- （馬耳・東風）

2011年
- 最終幻想 零式（Cater）

2012年
- ケイオスリングスII Chaos Rings II（Lessica）
- 現在就想告訴哥哥，我是妹妹！（三谷歩夢）

2014年
- 狩龍戰紀（魅影.阿嘉莎、系統語音6）
- 偶像大師 全力以赴（玲音）
- 約會大作戰 或守Install（誘宵美九）

2015年
- 約會大作戰 Twin Edition 轉世凜緒（誘宵美九）

2016年
- 偶像大師 百萬人演唱會！（玲音）

2018年
- 碧藍航線（Z46）
- 閃耀幻想曲（ハッカ、鬼頭老師）
- 超異域公主連結 Re:Dive (智)

2019年
- 約會大作戰 蓮反烏托邦（誘宵美九[20]）

2022年
- 寶可夢大師（火雁）

### 廣播動畫
2006年
- 任俠傳 渡世人一代記 （おりょう）

2007年
- Venus Versus Virus（鷹花スミレ）
- （女子高生A）
- （マチヤ・マティア）
- （長門有希）
- 聖痕鍊金士 〜皇女の卵〜（泰蕾莎）
- B型H系（金城京香）
- （神楽真夜）
- 現視研（高新涼）
- 甜蜜偶像l〜 （北条比奈）
- 甜蜜偶像〜 らぶり〜できゅ〜となのですよ 比奈篇（北条比奈）

2008年
- アイドルマスターrelations 〜対決! アイドルファイトクラブ〜（三条ともみ）
- 發明工坊3：蒼之巨神（卡露．魯斯蘭）
- （涼原ひだり）
- （エリエル＝パルプ）
- （上総葉子）
- 初音島II S.S. （白河奈奈佳）
- DEARS
- 迷宮塔 〜the Spoon of URUK〜（庫帕）
- BLUE DROP Vol.1 LOVERS SIDE 〜神子〜 「天使們的戲曲」（トモ）
- 舞-HiME★DESTINY 龍之巫女系列（神樂真夜）
- 南家三姊妹系列（南千秋）
- 幸運星 ドラマCD（ドラマがコンプリードなディスク）（岩崎南）
- Rust Blaster（リドヴィナ・ノヴィエ）

2009年
- 最後大魔王（可羅奈）
- （ユイット）
- 咲 -Saki-（龍門渕透華）
- サモンナイトX 〜Tears Crown〜 暁天の焔 （ファラ・ミール・セレスティア）
- 聖痕鍊金士 〜口八丁手八丁〜（泰蕾莎）
- DEARS 花言葉物語 〜赤の季節〜
- 迷宮塔 〜the Fork of URUK〜（庫帕）
- 瘋狂怪醫芙蘭（維拉妮卡）
- 南家三姊妹 おかえり（南千秋）
- 女神異聞錄 Devil Survivor（谷川柚子 / ユズ）
- 秋之回憶5：encore 〜真冬の千羽谷奇談〜（一条秋名）

2010年
- 青春CUP（葉山奈由）
- Berry Berry（雪乃原玖留實）
  - 花與夢 4號付錄 Special廣播劇CD 「Berry Berry」
  - HCD Berry Berry
- 超元氣3姐妹 〜伝説的開始〜（緒方愛梨）

### 廣播
※深色字現正放送中
- 國府田マリ子のGM（大阪放送：2003年5月～9月、コーナーアシスタント）
- 茅原実里のMy Precious （声優・V-STATION：2004年6月 - 2005年1月）
- 茅原実里の負けないラジオ（文化放送：2005年5月5日～）
- 茅原実里のいけないラジオ（文化放送：2005年5月7日～、『A&G 超RADIO SHOW～アニスパ!～』内箱番組）
- 涼宮ハルヒの憂鬱 SOS団ラジオ支部（關西電台.ランティスウェブラジオ：2006年2月～）
- おしゃべりやってまーす木曜日（K'z Station：2005年4月 - 2005年10月）
- 「喰霊-零-」超自然災害廣播對策室
- 茅原実里のradio minorhythm（ランティスウェブラジオ：2007年5月9日- ）
- みなみけのみなきけ（アニメイトTV：2007年9月28日- 2008年5月30日）
- みなきけ おかえり（アニメイトTV：2009年1月9日 - 2009年7月31日）
- 茅原実里のあなたとContact（文化放送他『A&G 超RADIO SHOW〜アニスパ!〜』内：2007年10月6日 - 2007年10月27日）
- ちゅーぶら!! 下着同好会放送室（音泉：2010年3月30日 - ）※後半4回担当

### 旁白
※深色字現正放送中
- バラエティ7 『くだまき八兵衛』（東京電視台：2010年4月25日 - /レギュラー）

### 電視
- pam!TV（Animaxで放映のavex mode アニメアワー内ミニコーナー）ナビゲーター
- あにてれ Presents アニソンぷらす+（東京電視台）
- ウォッチン！みやぎ インタビュー出演（TBC東北放送）
- Run Run LAN! #13ゲスト

- MUSIC JAPAN
  - 2009年8月16日『MUSIC JAPAN 新世紀アニソンSP』（NHKホールにて『Paradise Lost』、ライブ収録/嘉賓出演）
  - 2009年8月24日『MUSIC JAPAN 新世紀アニソンSP 完全版』（NHKホールにて『Tomorrow's chance』、『Paradise Lost』ライブ収録/嘉賓出演）
  - 2010年3月14日（NHKホールにて『溫柔的忘卻』ライブ収録/嘉賓出演）

### 電視CM
- ロッテ 樂天『ACUO』（2010年4月5日 - /ブティック篇）（長門有希）

CM旁白
- avex trax
  - TRUE LOVE 〜WINTER BEST SONGS〜
  - TRUE LOVE 〜SPRING MEMORIAL SONGS〜
  - 夏物語 〜SUMMER BEST SONGS〜
  - サモンナイトX 〜Tears Crown〜
- 角川書店
  - Newtype月刊
  - 角川Sneaker文庫
    - サクラダリセット

### 電影
- CROSS CHORD（ミカ）

### 現場活動

#### 参加現場活動
2006年
- Animelo Summer Live 2006 -OUTRIDE-（7月8日）

2007年
- 「らぶドル First Live」in YOKOHAMA BLITZ（3月4日）
- 涼宮ハルヒの激奏（3月18日）
- Animelo Summer Live 2007 -Generation-A-（7月7日）
- 『Venus Versus Virus』シークレットライブ（7月22日）
- STARCHILD DREAM in KOBE 2007（9月22日）
- STARCHILD Presents 〜スタチャコレクション〜（10月27日）
- （11月3日）

2008年
- Animelo Summer Live 2008 -Challenge-（8月30日）
- 台湾"Dream Stage -Yui&Minori-"オフィシャル応援ツアー（12月6日、12月7日、12月8日）

2009年
- みなみけ!5の2!歌祭りだょ!放課後大爆発!!（2月1日）
- らき☆すた in 武道館 あなたのためだから（3月29日）
- STARCHILD PRESENTS STARCHILD FESTIVAL 2009・spring（4月12日）
- 涼宮ハルヒの弦奏（4月29日）
- 喰靈-零- THE LIVE（5月3日）
- DaiCon-大コン-（7月11日、7月12日）
- Animelo Summer Live 2009-RE:BRIDGE-（8月22日）
- ランティス祭り（9月27日）

2010年
- Animelo Summer Live 2010 -evolution-（8月29日）
- リスアニ! LIVE 2010（12月19日）

2011年
- Animelo Summer Live 2011 -rainbow-（8月27日）
- 東日本大震災復興祭2011〜子供たちの未来のために〜（10月30日）
- ANIMAX MUSIX 2011（11月23日）

2012年
- CMB 1st LIVE 〜SOUND MAJESTY〜（3月3日）
- A FES 2012（3月24日）
- Animelo Summer Live 2012 -infinity∞-（8月26日）[21]
- みちのくアニソンフェス 2012〜Eastern Gale（10月7日）[22]
- ANISAMA in Shanghai 2012（10月27日）[23]

2013年
- いますぐ恋と選挙と妹だっていいたい!（1月20日）
- 魔界ウォーズLive episode1 アサギの逆襲（7月13日）
- 武装神姫フェス〜マスターのためのフェスティバル〜（7月14日[24]）
- Animelo Summer Live 2013 -FLAG NINE-（8月23日）
- NITRO SUPER SONIC 2013（9月21日[25]）
- ANISMA WORLD 2013 in TOKYO（9月28日[26]）
- みちのくアニソンフェス 2013〜Eastern Gale（10月13日[27]）

2014年
- ANISAMA WORLD 2014 in Taipei（3月28日）
- COMCHA FES 2014 in 野音（4月27日）
- ランティス祭り2014 東海公演（7月19日）
- ランティス祭り2014 関西公演（7月26日）
- DATE A MUSIC (7月27日)
- ANIMELO SUMMER LIVE 2014 -ONENESS-（8月29日）
- ランティス祭り2014 関東公演（9月13日）
- THE IDOLM@STER 9th ANNIVERSARY WE ARE M@STERPIECE!! 東京公演（10月5日）
- ランティス祭り2014 東北公演（11月15日）

2015年
- 〜Anisong World Tour〜 Lantis Festival 2015 in Singapore（3月28日）
- ANIMELO SUMMER LIVE 2015 -THE GATE-（8月30日）
- 中国国際漫画祭 CICF EXPO 2015（10月3・4日 中国・広州）
- ANIMAX MUSIX 2015 YOKOHAMA（11月21日[28]）
- COUNTDOWN JAPAN 15/16（12月28日）

2016年
- リスアニ! LIVE 2016 SATURDAY STAGE（1月23日[29]）
- animeloLIVE! presents アニソンCLUB! VOL.02（7月2日）
- かどみゅ!（9月4日[30]）
- Anime Festival Asia Singapore 2016 I Love Anisong concert（11月26日）

2017年
- ANIMAX MUSIX 2017 OSAKA（1月14日）
- THE IDOLM@STER PRODUCER MEETING 2017 765PRO ALLSTARS -Fun to the new vision!!-（1月29日）
- BANDAI NAMCO SHANGHAI ”ANISONG PARTY”（6月9日 中国・上海）
- Anisong World Matsuri Presents Lantis Party 2017 〜UTAHIME LIVE〜（6月23・24日 台湾・台北）
- Anisong World Matsuri at Anime Expo 2017 -Japan Super Live- （7月1日 アメリカ・ロサンゼルス）
- ANIMELO SUMMER LIVE 2017 -THE CARD-（8月25・26日）
- 第3回京アニ&Doファン感謝イベント「私たちは、いま!!-2年ぶりのお祭りです-」（10月21日）
- ANIMAX MUSIX 2017 YOKOHAMA（11月23日）
- 鶴松屋フェス 秋の大収穫祭2017〜旬なゲストと歌にトークに贅沢三昧 日帰りDXプラン〜（11月24日）
- C3 AFA Singapore 2017（11月25日 シンガポール）
- Act Against AIDS 2017「アニソン AAA Vol.6〜JAM Projectとゆかいな仲間たち〜」in Zepp Tokyo（12月1日）

2018年
- リスアニ! LIVE 2018 FRIDAY STAGE（1月26日[31]）
- Songful days -次元ヲ紡グ歌ノ記憶-（3月3日[32]）
- 中国国際アニメフェア 野声季アニメコンサート（4月29日[33] 中国・杭州）
- とちてれ☆アニメフェスタ2018（5月6日[34]）
- ヴァイオレット・エヴァーガーデン フィルム&コンサート（7月1日）
- 小野大輔 Live Tour 2018 DREAM Journey 東京公演（8月12日）
- Animelo Summer Live 2018 "OK!"（8月25日）

2019年
- 「喰霊-零-」10th Anniversary「祭儀」（2月24日）
- とちてれ☆アニメフェスタ2019（5月5日）
- 20th Anniversary Live ランティス祭り2019 A・R・I・G・A・T・O ANISONG（6月21日）
- Sydney Manga and Anime Show SMASH! Presents I LOVE ANISONG SYDNEY 2019（7月13日 オーストラリア・シドニー）
- Jシリーズフェスティバル in Thailand 2019（7月20日 タイ・バンコク）
- ヴァイオレット・エヴァーガーデン オーケストラコンサート（7月27日）
- Animelo Summer Live 2019 -STORY-（8月31日）
- NITRO SUPER SONIC 20th ANNIVERSARY（9月3日）
- Anison Days Festival（9月20日）
- Lantis Fes 2019 at BilibiliWorld –Anisong Concert-（10月5日 中国・上海）
- 仙台アニメフェス（10月19日）
- ANIMAX MUSIX 2019 KOBE（10月27日）
- NHK「アニソン!プレミアム!Fes.」公開収録（11月15日）
- C3AFA Singapore 2019 I LOVE ANISONGコンサート（12月1日 シンガポール）
- BilibiliWorld 2019 成都（12月22日 中国・成都）

2020年
- りなメロ♪Vol.4（1月12日）
- ミリシタ感謝祭 2019〜2020（1月19日）
- アニゲーフェス 2020 in NAGOYA（2月15日）

2021年
- ヴァイオレット・エヴァーガーデン オーケストラコンサート2021（8月14・15日）
- 第5回京都アニメーションファン感謝イベント KYOANI MUSIC FESTIVAL-感動を未来へ-（11月21日）

2023年
- THE IDOLM@STER M@STERS OF IDOL WORLD!!!!! 2023（2月12日）
- とちてれ☆アニメフェスタ2023（5月6日）
- Miyaco music festival 2023（11月5日 香港）
- 第6回京都アニメーションファン感謝イベント KYOANI MUSIC FESTIVAL-トキメキのキセキ-（11月12日）

2024年
- 涼宮ハルヒの弦奏Revival（1月20日）
- オダイバ!!超次元音楽祭 フユフェス2024（2月24日）
- ANIMAX MUSIX 2024 SPRING（3月30日）
- とちてれ☆アニメフェスタ2024（5月5日）
- 紫羅蘭永恒花園 交響音楽会北京站 ヴァイオレット・エヴァーガーデン オーケストラコンサート（6月8日 中国・北京）
- 境界線上のホライゾン フィルムコンサート（7月27日）
- KIMCHIKURA Fes VOL.3 with ILLUSTAR（8月24日 韓国・ソウル）
- Animelo Summer Live 2024 -Stargazer-（9月1日）
- 大湾区動漫電玩節 大湾区アニメ・ゲームフェスティバルACGGBA 2024（9月16日 中国・深圳）
- ANISAMA WORLD 2024 in 上海（11月16日 中国・上海）
- 声優グランプリ30周年記念 声グラFES.（11月30日-12月1日）

2025年
- VIOLET EVERGARDEN LIVE IN CONCERT（1月18日 タイ・バンコク）
- 『響け!ユーフォニアム』10th Anniversary Event ＜久美子1年生編の部＞ （3月15日）
- ニコニコ超会議2025 超演奏してみたブース（4月27日）
- 俊龍F～死ぬほどあのコールさせてやるよ!～ （5月11日）
- 第26屆香港動漫電玩節（7月26日 香港）
- Animelo Summer Live 2025 -Thanxx!-（8月31日）

## 音樂

### 電台CD
- （2006年7月5日/LACA-5523）
- （2006年9月21日/LACA-5556）
- （2006年12月21日/LACA-5584）
- （2007年1月24日/LACA-5585）
- （2007年4月4日/LHCA-5064）
- （2007年7月11日/LACA-5656）
- （2007年9月12日/AKCJ-81012）
- （2007年10月10日/LACA-5699）
- （2007年12月26日/LACA-5722）
- （2008年1月19日/DEARS-22）
- （2008年1月23日/KICA-897）
- （2008年2月27日/LACA-5739）
- （2008年3月12日/LACA-5743）
- （2008年3月21日/LC-1633）
- （2008年3月26日/KICA-901）
- （2008年4月16日/LACA-5762）
- （2008年5月21日/KICA-902）
- （2008年6月25日/KICA-908）
- （2008年6月25日/KICA-903）

### 其他
- Blister Pack V♀ice（Bohemian Quarter featuring 茅原実里/2005年12月14日）
- 「Tribute to Masami Okui ～Buddy～」（輪舞-revolution:茅原実里/2008年6月25日/EVCA-1001）

## 映像制品

### PV集
|   | 发售日         | 商品名称   | 商品番号        |
| - | -------------- | ---------- | --------------- |
| 1 | 2007年12月26日 | Message 01 | LABM-7022       |
| 2 | 2009年2月4日   | Message 02 | LABM-7031〜7032 |
| 3 | 2010年4月7日   | Message 03 | LASD-7006〜7007 |
| 4 | 2012年4月4日   | Message 04 | LASD-7028〜7029 |

### 演唱会映像
|   | 发售日         | 商品名称                                                     | 商品番号        |
| - | -------------- | ------------------------------------------------------------ | --------------- |
| 1 | 2008年6月15日  | Minori Chihara 1st Live Tour 2008 〜Contact〜                | LABM-7023       |
| 2 | 2009年6月24日  | Minori Chihara Live Tour 2009 〜Parade〜 LIVE DVD            | LASD-7001〜7002 |
| 2 | 2009年8月26日  | Minori Chihara Live Tour 2009 〜Parade〜 LIVE Blu-ray        | LASX-8001〜8003 |
| 3 | 2010年11月10日 | Minori Chihara Live Tour 2010 - Sing All Love〜 LIVE DVD     | LASD-7015〜7016 |
| 3 | 2010年11月10日 | Minori Chihara Live Tour 2010 〜Sing All Love〜 LIVE Blu-ray | LACM-8007〜8008 |
| 4 | 2011年2月23日  | Minori Chihara Live 2010 "SUMMER CAMP 2" Live DVD            | LASD-7017〜7018 |
| 4 | 2011年2月23日  | Minori Chihara Live 2010 "SUMMER CAMP 2" Live Blu-ray        | LASX-8011〜8012 |
| 5 | 2012年7月3日   | Minori Chihara Live 2011 "SUMMER CAMP 3" Live Blu-ray        | LZM-2065        |
| 6 | 2012年11月14日 | Minori Chihara Live 2012 ULTRA-Formation LIVE Blu-ray        | LABX-8017〜8018 |
| 6 | 2013年1月25日  | Minori Chihara Live 2012 ULTRA-Formation LIVE DVD            | LABM-7109〜7110 |
| 7 | 2012年11月14日 | Minori Chihara Live 2012 PARTY-Formation LIVE Blu-ray        | LABX-8019〜8020 |
| 7 | 2013年1月25日  | Minori Chihara Live 2012 PARTY-Formation LIVE DVD            | LABM-7111〜7112 |
| 8 | 2013年6月28日  | Minori Chihara Birthday Live 2012 LIVE Blu-ray               | LABX-8032       |
| 8 | 2013年6月28日  | Minori Chihara Blirthday Live 2012 LIVE DVD                  | LABM-7123       |

### 参加Live
2006年
- Animelo Summer Live 2006 -OUTRIDE-（7月8日）

2007年
- 「 First Live」in YOKOHAMA BLITZ（3月4日）
- 涼宮春日的激奏（3月18日）
- Animelo Summer Live 2007 -Generation-A-（7月7日）
- 『Venus Versus Virus』（7月22日）
- STARCHILD DREAM in KOBE 2007（9月22日）
- STARCHILD Presents 〜〜（10月27日）
- （11月3日）

2008年
- Animelo Summer Live 2008 -Challenge-（8月30日）
- 台湾"Dream Stage -Yui&Minori-"ー（12月6日、12月7日、12月8日）

2009年
- （2月1日）
- （3月29日）
- STARCHILD PRESENTS STARCHILD FESTIVAL 2009・spring（4月12日）
- 涼宮春日的弦奏（4月29日）
- 喰霊-零- THE LIVE（5月3日）
- DaiCon-大-（7月11日、7月12日）
- Animelo Summer Live 2009-RE:BRIDGE-（8月22日）
- （9月27日）

2010年
- Animelo Summer Live 2010 -evolution-（8月29日）
- ! LIVE 2010（12月19日）

2011年
- Animelo Summer Live 2011 -rainbow-（8月27日）
- 〜（10月30日）
- ANIMAX MUSIX 2011（11月23日）

2012年
- CMB 1st LIVE 〜SOUND MAJESTY〜（3月3日）
- A FES 2012（3月24日）
- Animelo Summer Live 2012 -infinity∞-（8月26日）
- （10月7日）
- DENGEKI MUSIC LIVE!! BATTLE STAGE（10月20日）[35]

2013年
- !（1月20日）
- （7月13日）
- Animelo Summer Live 2013 -FLAG NINE-（8月23日）

时间未知
- ANISAMA in Shanghai 2012（延期之后，現在(2013年6月)并没有新的举办日期公布[36]）

## 書籍
- Voice Actor Blog Book 『minorhythm』（ISBN 9784344807297）
- minorhythm（幻冬舎コミックスより／2006年3月30日發售）
- Minori Chihara Live Tour 2009 〜Parade〜 Live Photobook（エイベックス・プランニング＆デベロップメント／2009年6月24日發售）
- 個人寫真集「Crescendo」（角川書店／2009年10月23日發售，ISBN 978-4-04-854369-9）

## 外部連結
- （日語）Chihara Official Web Site （页面存档备份，存于） - 官方網站
- 茅原實里的X（前Twitter）
- 茅原實里的Instagram帳戶
- YouTube上的茅原実里 minorhythm頻道
- （日語）Smile Days - 茅原実里 （页面存档备份，存于） - 官方網誌（2013年4月1日 - ）
- （日語）Minori Chihara Official Web Site - 旧官方網站
- （日語）minorhythm （页面存档备份，存于） - 旧官方網誌（2004年12月9日 - 2013年3月31日）